# Émissions (environnement)
Pour les articles homonymes, voir Émission.
 (décembre 2016).
Améliorez-le ou discutez des points à vérifier. 

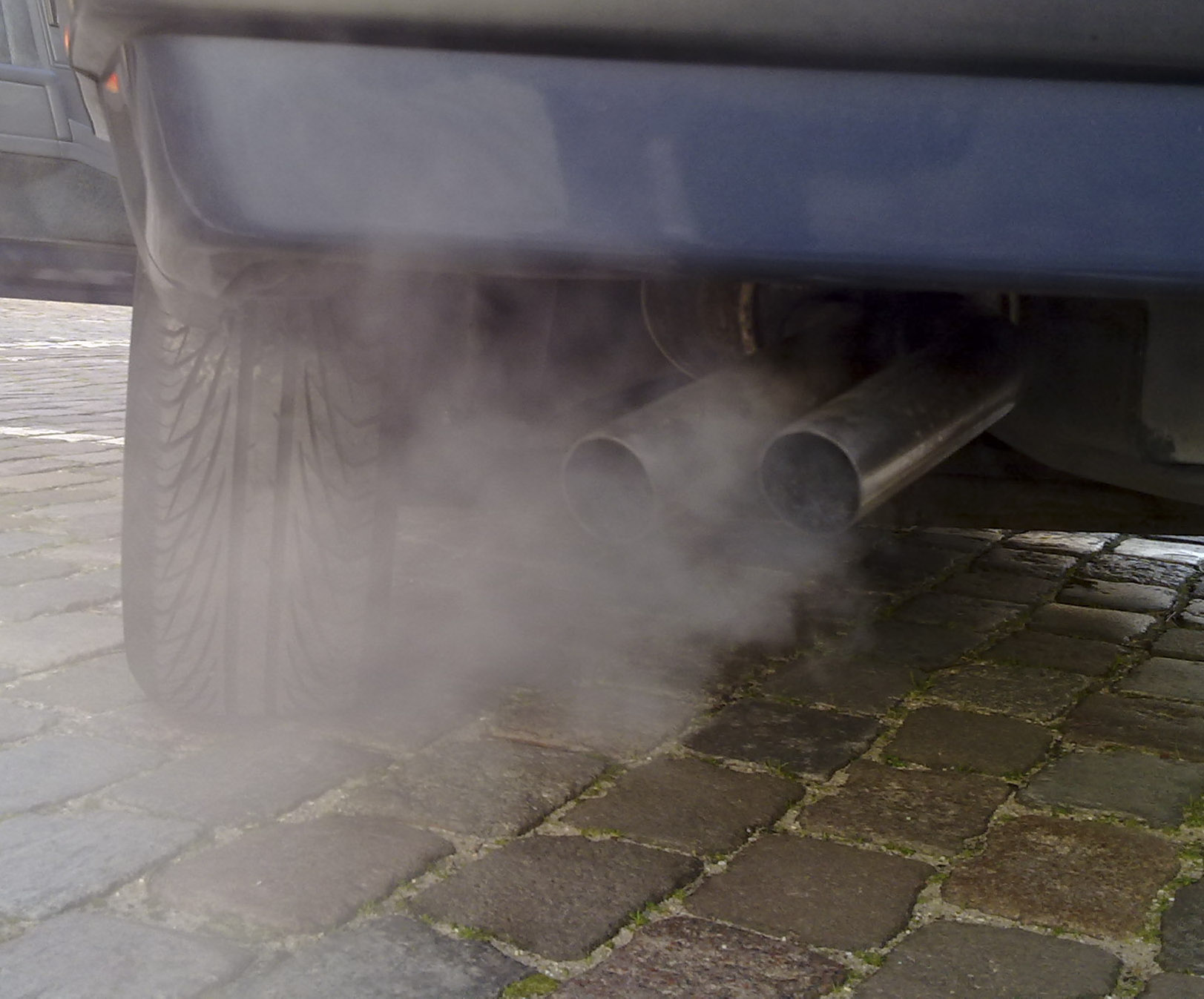
Émissions de gaz à effet de serre par une voiture

Les émissions désignent dans la qualité de l'air, l'ensemble des polluants émis sur un secteur donné. 
On distingue l'émission de l'immission.

## Définition
Le droit suisse précise : « Les pollutions atmosphériques, le bruit, les vibrations et les rayons sont dénommés émissions au sortir des installations, immissions au lieu de leur effet ».

## Sources
On distingue également les émissions selon le type de sources : source fixe ou source mobile.
Les sources fixes concernent les polluants liés aux activités suivantes : centrales thermiques, les chaudières industrielles, et les émetteurs industriels (Pétrole, Chimie, Sidérurgie, Métallurgie, Traitement des déchets, Chauffages domestiques, etc.).
Les sources mobiles concernent les rejets des moteurs essence ou diesel et ceux liés au transport aérien.
Dans le cas, par exemple de la pollution atmosphérique, les émissions sont constituées, pour un site industriel donné, ou pour un véhicule donné, par l'ensemble des polluants sous leurs diverses formes : gaz, vésicule, particule.
Il est souvent utile, voire nécessaire d'en avoir, sur une période déterminée le bilan qualitatif et quantitatif.
Dans le domaine automobile, les règlements relatifs aux émissions rendent obligatoire les systèmes de diagnostic embarqués dits auto-diagnostics.

## Substances
Pour une centrale thermique, les rejets quantifiés de CO2, SO2, PM 10, NO, NO2, métaux lourds, HAP, etc., seront déterminés pour des périodes de fonctionnement de un jour, de un an.
Pour un véhicule à moteur à essence, il sera plus judicieux de quantifier les rejets par km parcouru (en cycle urbain, en usage routier, à telle vitesse, au démarrage à froid, etc.), des polluants tels : CO, CO2, SO2, NO, NO2, particules fines et ultrafines, HAP, imbrûlés, etc.
Les émissions de polluants sont caractérisées par un facteur d'émission.